# أرو
أرو (بالإسبانية: Haro)‏ هي منطقة وبلدية إسبانية تقع في الشمال الغربي من منطقة الحكم الذاتي لا ريوخا، حيث تُعد كوماركا أرو الأكثر عددًا بالسكان في لا ريوخا العليا. تحدها بالشمال مقاطعة برغش عبر جبال أوبارينيس، ومن الشرق مقاطعة ألابا عبر نهر إبرة. يبلغ عدد سكانها 11960 نسمة وفقًا لتعداد المعهد الوطني للإحصائيات عام 2010.

## معرض صور

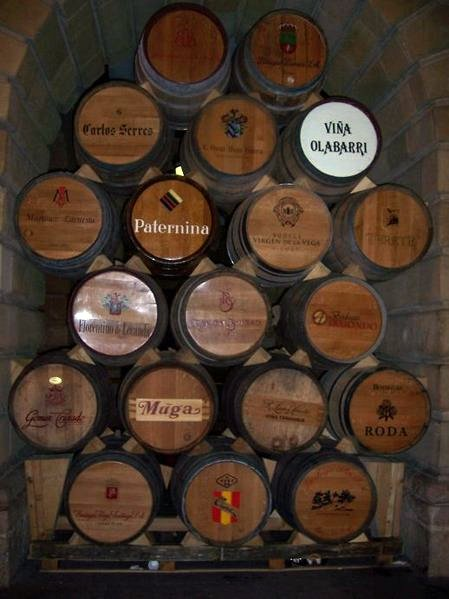
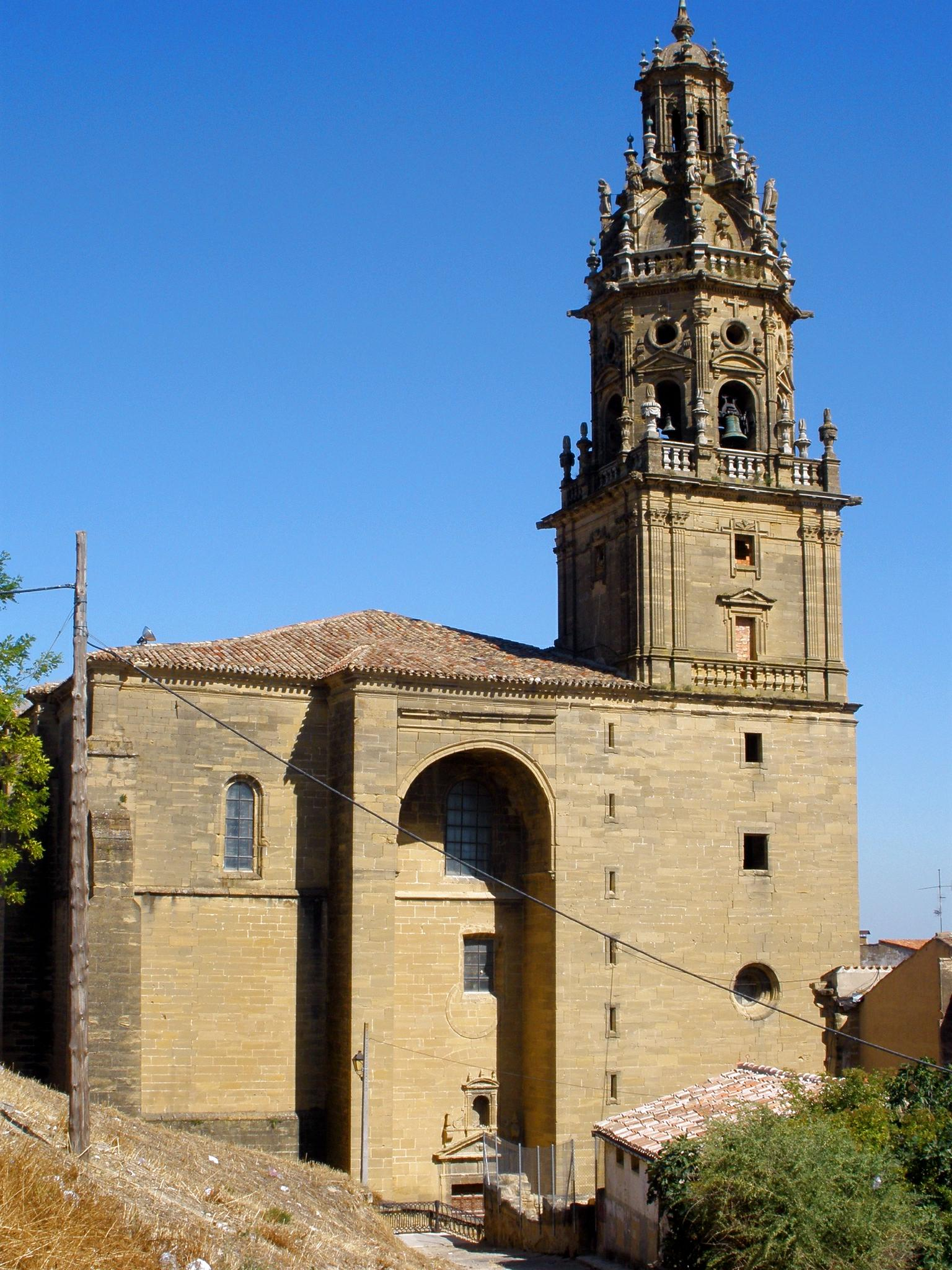
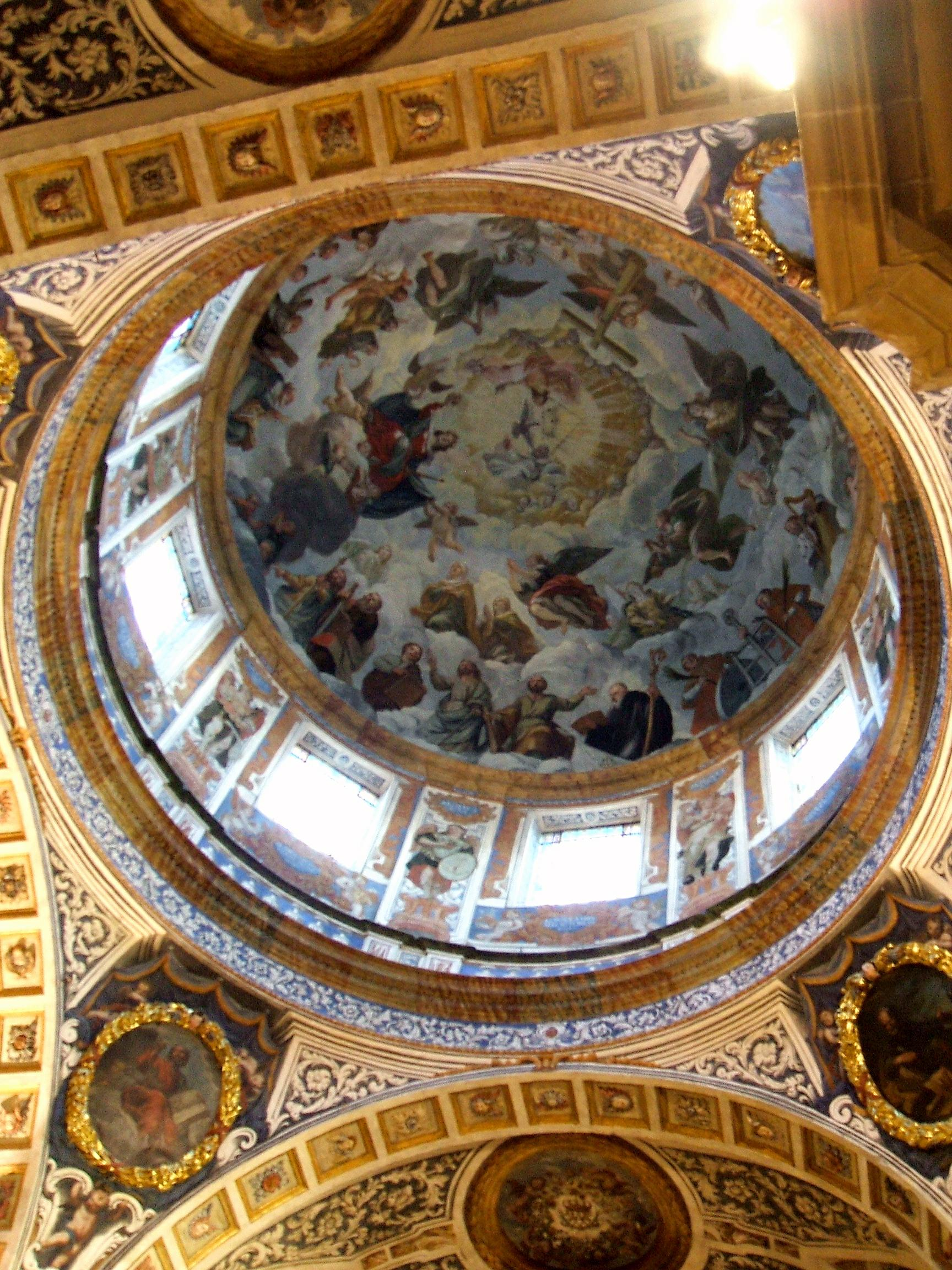
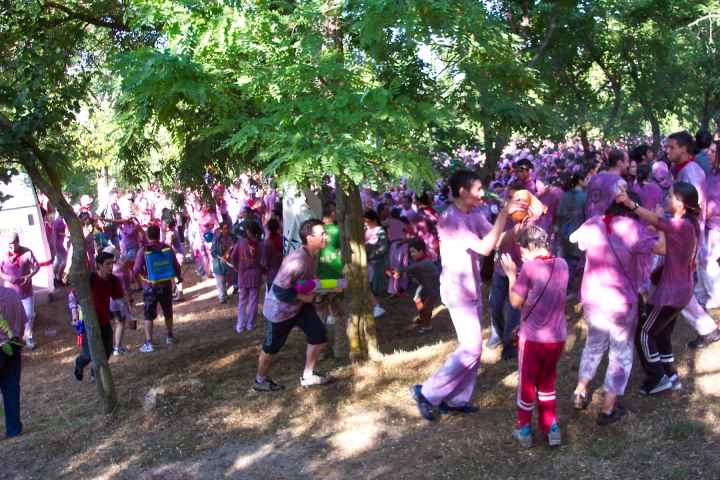
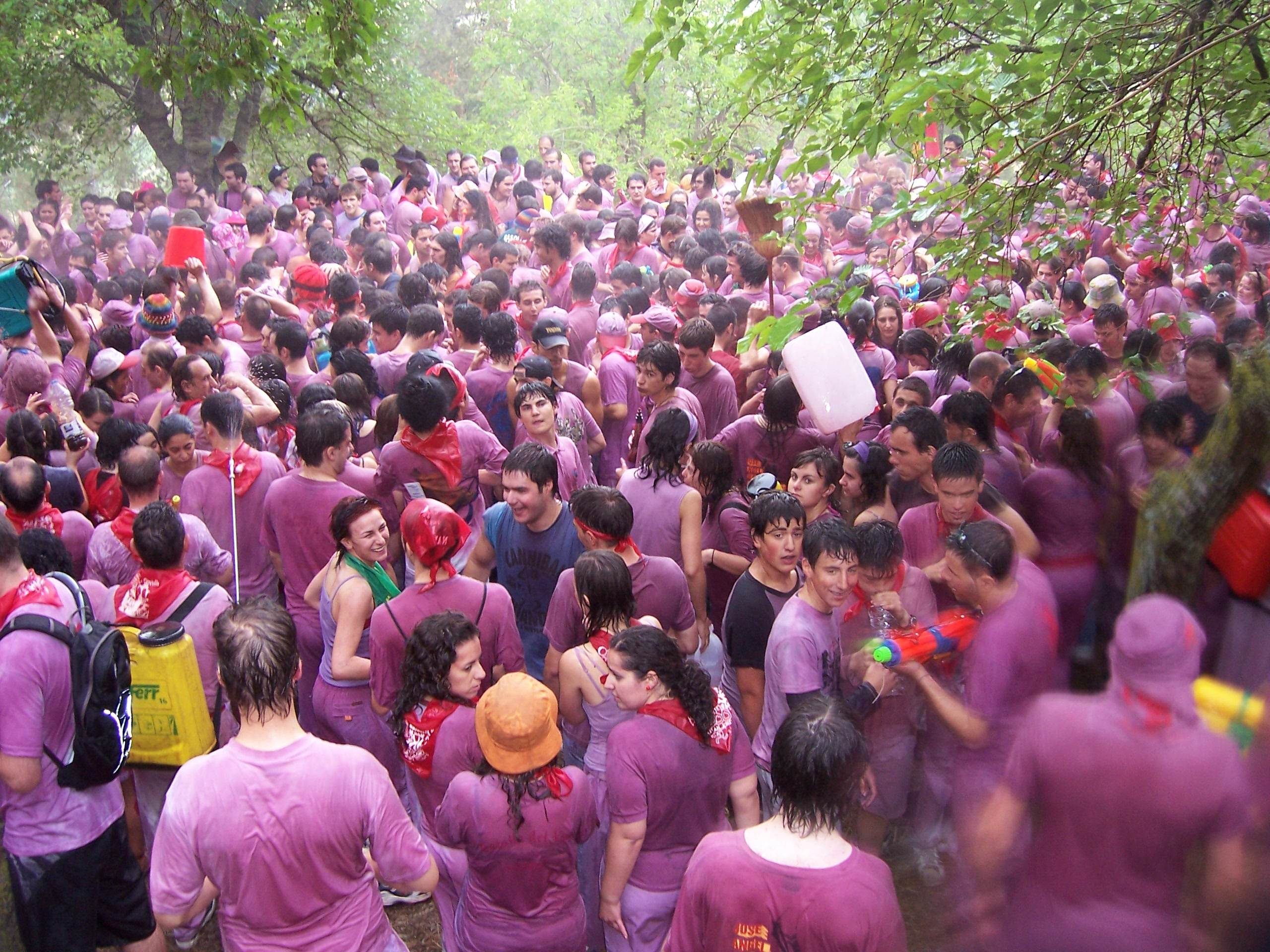
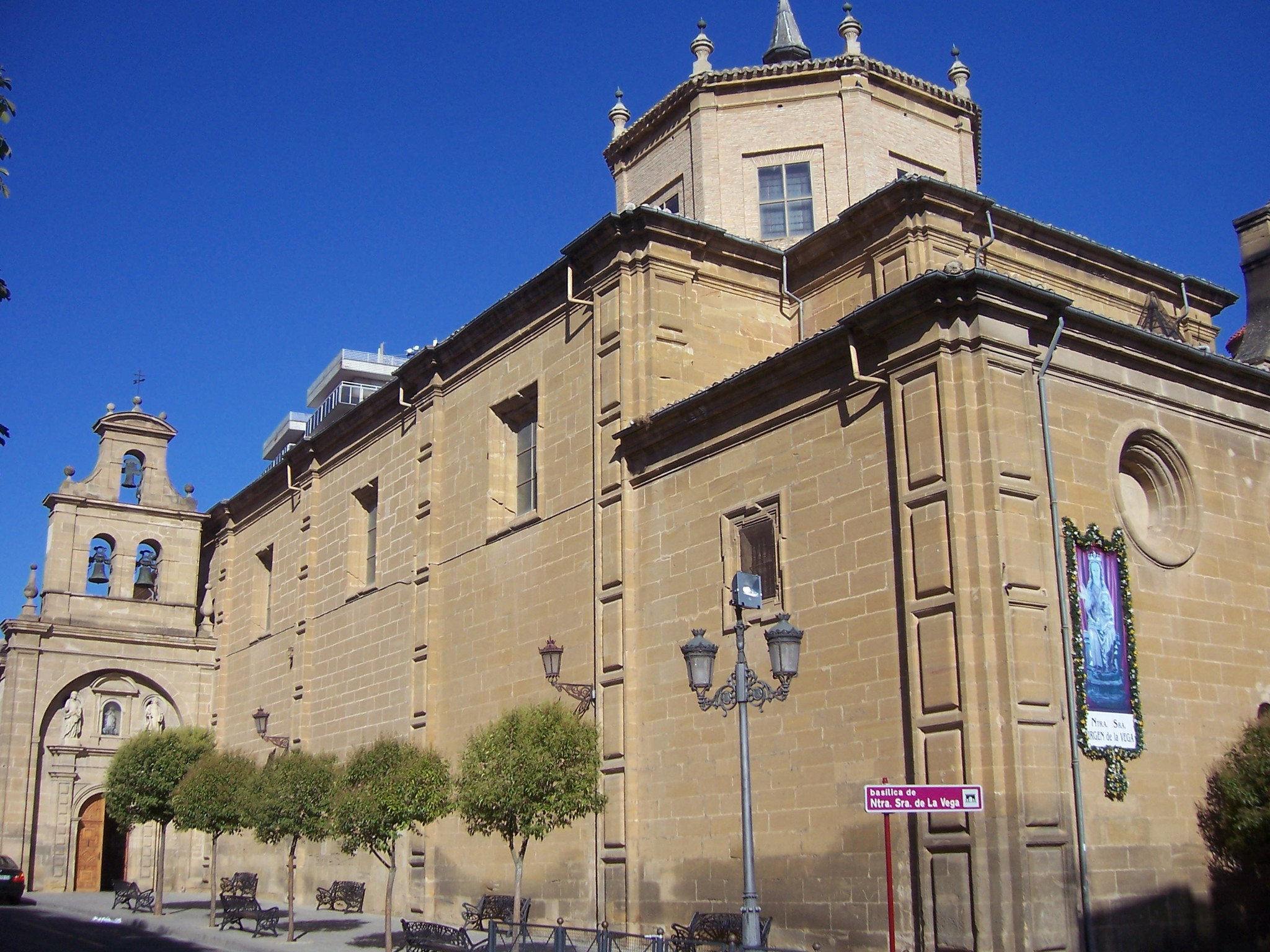